# Rossomyrmex minuchae
Rossomyrmex minuchae é uma espécie de insecto da família Formicidae.
É endémica de Espanha.